# Antiplanes obesus
Antiplanes obesus là một loài ốc biển, là động vật thân mềm chân bụng sống ở biển trong họ Turridae.